# Andrew (Bischof, Caithness)
Andrew († 29. oder 30. Dezember 1184 in Dunfermline) war ein schottischer Geistlicher. Zwischen 1146 und 1151 wurde er zum Bischof von Caithness ernannt, damit ist er der erste bekannte Bischof des Bistums.

## Herkunft und Ernennung zum Bischof
Andrew war ein gebürtiger Schotte. Er stammte vermutlich aus einer wohlhabenden Grundbesitzerfamilie mit Besitzungen in Perthshire und Angus. Er trat als Mönch in das Benediktinerkloster Dunfermline Abbey ein. König David I. ernannte ihn vermutlich vor 1146, spätestens 1151 zum Bischof des neugeschaffenen Bistums Caithness in Nordschottland. Das Bistum war bereits um 1139 errichtet worden, doch Andrew ist der erste bekannte Bischof. Der König gab ihm Landbesitz bei Longforgan bei Dundee, was vielleicht eine Bestätigung eines Erbes war.

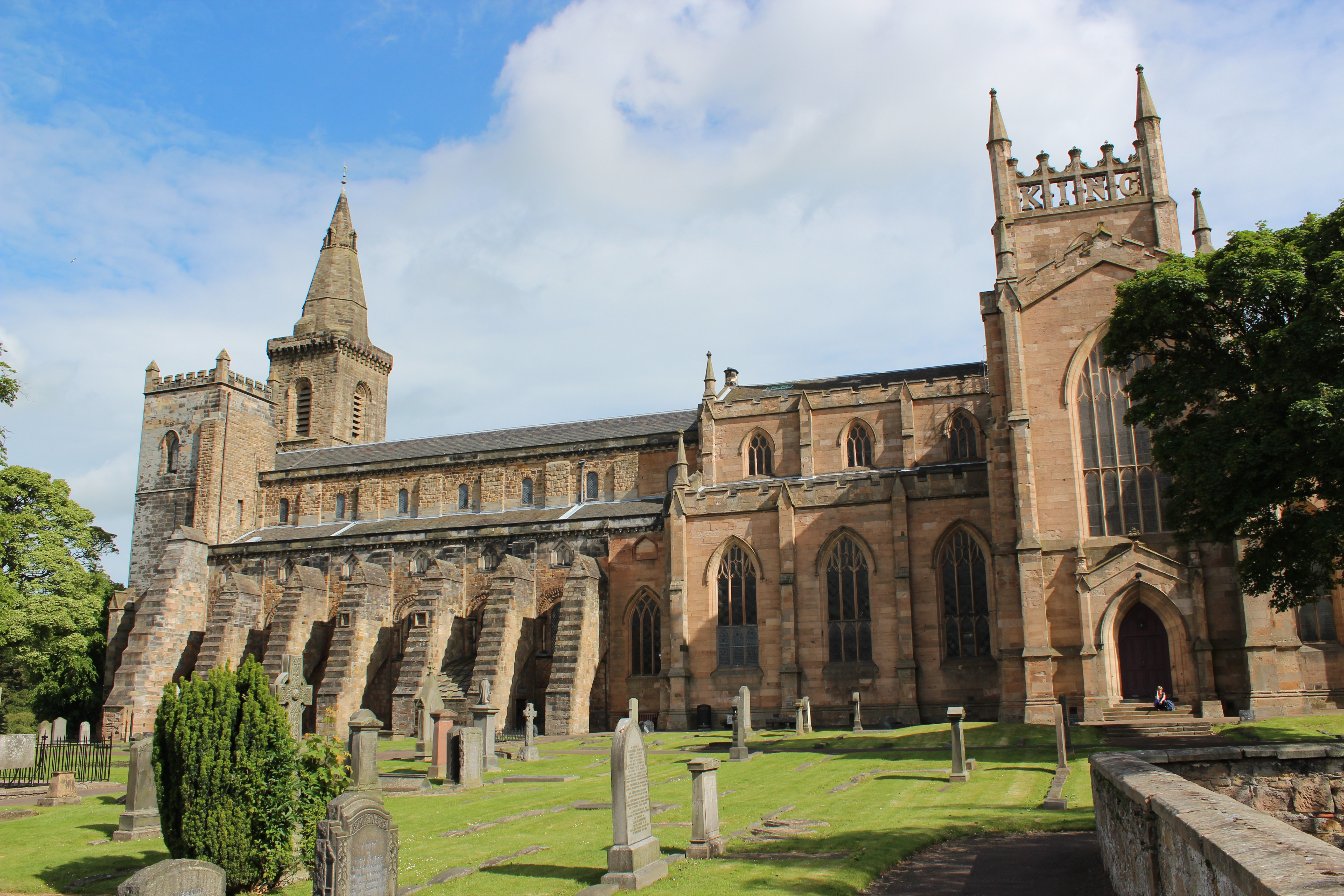
Die ehemalige Abteikirche von Dunfermline, wo Andrew Mönch war und der er bis zu seinem Tod eng verbunden war

## Aufenthalte am Königshof
Andrew war bis zu seinem Tod ein wichtiger Berater der schottischen Könige. Von 1151 bis um etwa 1180 bezeugte er insgesamt 18 Urkunden der Könige David I., Malcolm IV. und Wilhelm I., vor allem, wenn sich die Könige in Scotia, dem Teil von Schottland nördlich des Forth und vermutlich in der Nähe der Besitzungen seiner Familie aufhielten.

## Tätigkeit als Bischof
Angesichts von Andrews regelmäßigen Anwesenheit am Königshof und seiner weiter bestehenden Bindung an Dunfermline ist es unwahrscheinlich, dass er sich häufig in seinem Bistum aufgehalten hat, wo er vermutlich auch nur wenig Einfluss hatte. Vor 1153 waren Benediktiner aus Dunfermline an Andrews Bischofssitz in Halkirk tätig. Offenbar versuchte Andrew, ein Kathedralpriorat aufzubauen. Dies scheiterte aber, denn später waren wieder nur ein oder zwei Priester an der Kathedrale in Halkirk tätig.
Die Briefe der Päpste Hadrian IV. von 1155 und Alexander III. von 1162, in denen sie die schottischen Bischöfe zum Gehorsam gegenüber den englischen Erzbischöfen von York aufforderten, waren auch an Andrew adressiert. An den Verhandlungen, die 1174 zum Abschluss des Vertrags von Falaise führten, war Andrew aber offenbar nicht beteiligt. Nach dem Vertrag sollten die schottischen Bischöfe die geistliche Oberhoheit der Kirche von England anerkennen. Zusammen mit den anderen schottischen Bischöfen schwor Andrew im August 1175 dem englischen König Heinrich II. in York die Treue. Mit den anderen schottischen Bischöfen weigerte er sich aber im Januar 1176 in Northampton, Erzbischof Roger von York Gehorsam zu geloben. Daraufhin sollte der päpstliche Legat Kardinal Vivian über den Streit entscheiden. Andrew war wahrscheinlich zugegen, als der Legat nach August 1176 zugunsten der schottischen Bischöfe entschied. 
Andrew schenkte Dunfermline Abbey die Rechte an der Holy Trinity Church in Dunkeld. In Forfar schenkte er der von König Wilhelm gegründeten Arbroath Abbey die Rechte an einem Dorf. Er soll um 1181 der jährlich erhobenen Abgabe, die Harald Maddadsson, Jarl von Orkney und Earl of Caithness der Kurie schenkte, zugestimmt haben. Sein Nachfolger Bischof John versuchte diese Zustimmung zu widerrufen. Nach Andrews Tod schenkte König Wilhelm Landbesitz, den er in Angus besessen hatte, seiner Gründung Arbroath Abbey.